# Shhh!
「Shhh!」（シー）は、日本の女性歌手・倖田來未の59枚目のシングルである（ライブ会場限定販売）。2016年4月9日にrhythm zoneよりリリースされた。

## 解説
倖田來未のツアー「KODA KUMI LIVE TOUR 2016 〜Best Single Collection〜」の会場限定での販売。カップリングには、未発表曲「君想い」を収録している。
両曲とも後に、一般作品へ収録されるのは、13thアルバム『W FACE 〜inside〜』と14thアルバム『W FACE 〜outside〜』となる。

## 収録曲
1. Shhh!
作詞：Kumi Koda, Jamie Sellers, Nicole Simpson
作曲：Jamie Sellers, Nicole Simpson
2. 君想い
作詞：Kumi Koda, Yoko Kuzuya
作曲：Yoko Kuzuya, Masaki Shiokawa, SAYALA
編曲：Masaki Shiokawa

## タイアップ
- パチンコSANKYO「FEVER KODA KUMI ～LEGEND LIVE～」テーマソング (#2)

## 収録アルバム
- Shhh!
  - 『W FACE 〜outside〜』
  - 『BEST 〜2000-2020〜』(ファンクラブ限定盤)
- 君想い
  - 『W FACE 〜inside〜』
  - 『BEST 〜2000-2020〜』(ファンクラブ限定盤)

## 収録ライブ映像
- Shhh!
  - 『KODA KUMI LIVE TOUR 2016 〜Best Single Collection〜』
    - 『MY NAME IS...』(ファンクラブ限定盤)

  - 『KODA KUMI Love & Songs 2022』
- 君想い
  - 『KODA KUMI LIVE TOUR 2016 〜Best Single Collection〜』